# Mermessus imago
Mermessus imago là một loài nhện trong họ Linyphiidae.
Loài này thuộc chi Mermessus. Mermessus imago được Alfred Frank Millidge miêu tả năm 1987.